# Rhagium
Genre
Rhagium est un genre d'insectes coléoptères de la famille des Cerambycidae, de la sous-famille des Lepturinae.

## Espèces rencontrées en Europe
- Sous-genre Hagrium
  - Rhagium bifasciatum Fabricius, 1775
- Sous-genre Megarhagium
  - Rhagium mordax (De Geer, 1775)
  - Rhagium sycophanta (Schrank, 1781)
- Sous-genre Rhagium
  - Rhagium inquisitor (Linnaeus, 1758)

## Liste d'espèces
Selon Catalogue of Life (26 août 2014) :
- Rhagium bifasciatum
- Rhagium caucasicum
- Rhagium elmaliense
- Rhagium fasciculatum
- Rhagium femorale
- Rhagium fortecostatum
- Rhagium heyrovskyi
- Rhagium inquisitor
- Rhagium iranum
- Rhagium japonicum
- Rhagium mordax
- Rhagium morrisonense
- Rhagium phrygium
- Rhagium pseudojaponicum
- Rhagium pygmaeum
- Rhagium qinghaiensis
- Rhagium sinense
- Rhagium sycophanta
- Rhagium syriacum

Selon ITIS (26 août 2014) :
- Rhagium inquisitor (Linnaeus, 1758)

Selon NCBI (26 août 2014) :
- Rhagium inquisitor
- Rhagium mordax